# ウィリアム・ケリー・シンプソン
ウィリアム・ケリー・シンプソン（英: William Kelly Simpson、1928年1月3日 - 2017年3月24日）は、アメリカ合衆国のエジプト学者。イェール大学でエジプト学、考古学、古代エジプト文学、アフロ・アジア語族を教えている。ニューヨーク市出身。
エジプト、アビドスの古代遺跡発掘調査を目的としたペンシルベニア博物館大学イェール大学遠征隊の共同監督のひとりを務めた。2017年3月24日、89歳で死去。
妻マリリン・ロックフェラー・ミルトンは、ジョン・ロックフェラー2世の外孫（長女アビー・ロックフェラー・モーズの次女）にあたる。